# Audiotricz
Audiotricz est un groupe néerlandais de hardstyle, originaire de Nunspeet. Formé en 2013, il se compose de Léon Benschop et Kenneth Kroes.

## Histoire
Leon et Kenneth se connaissent depuis qu'ils sont enfants, ils grandissent en tant qu'amis et ont commencé à produire du hardstyle ensemble en 2013. Leon et Kenneth avaient tous deux une expérience en conception sonore dans d'autres genres avant de devenir un duo et de produire du hardstyle.
Le 28 juin 2013, Audiotricz signe avec le label néerlandais de hardstyle Scantraxx Recordz et célèbre avec leur première sortie We Are Audiotricz EP qui comprend trois titres : Dance No More avec Atmozfears, Don't Hold Back et Dreamliner. Depuis leur première sortie, ils se sont rapidement développés au sein de la scène hardstyle et gagnent le soutien d'artistes reconnus dans le domaine du Hardstyle tels que TNT (Technoboy et Tuneboy), The Prophet et Noisecontrollers, qui invite Audiotricz en tant que première partie de sa tournée australienne 2015 All Around.
Depuis la création d'Audiotricz, ils gagnent des places à des événements hardstyle tels que Defqon.1, Qlimax, Hard Bass, XXlerator Outdoor, Mystery Land Chile et représentent Scantraxx Recordz à l'événement Hard Dance Live dans le Heineken Music Hall pendant Amsterdam Dance Event. 
En 2019, le groupe s'associe à E-Life pour un morceau intitulé Different. L'année suivante, ils publient leur album A New Dawn,. En septembre 2024, ils annoncent la sortie d'un album de hardstyle progressif avec Ecstatic. Le même mois, ils sortent le morceau Party All the Time chez Revealed Recordings.

## Discographie sélective
- 2013 : It Could Be (International Hard Dance Sessions)
- 2013 : We Are As One (International Hard Dance Sessions)
- 2013 : We Are Audiotricz (EP) (Scantraxx Recordz)
- 2013 : Reborn (Scantraxx Recordz)
- 2014 : Feel Good (avec Bass Modulators) (Scantraxx Recordz)
- 2014 : Infinite (Scantraxx Recordz)
- 2014 : Momentum (feat. John Harris) (Scantraxx Recordz)
- 2014 : Conquer the World (avec The Prophet) (Scantraxx Recordz)
- 2014 : Never Leaving (avec Miss Palmer) (Scantraxx Recordz)
- 2015 : Reawakening (avec Atmozfears) (Scantraxx Recordz)
- 2015 : Turn The Music Up (avec Wildstylez)
- 2015 : United As One (Scantraxx Recordz) (Official Wish Outdoor 2015 Anthem)
- 2016 : VIII (Q-Dance Records) (Official Freaqshow Anthem)
- 2016 : What About Us (Scantraxx Recordz)
- 2019 : Different (single, avec E-Life)
- 2024 : Party All the Time (single)